# Quattro canzoni di Mimmo Locasciulli
Quattro canzoni di Mimmo Locasciulli è il terzo album del cantautore italiano Mimmo Locasciulli, pubblicato dall'etichetta discografica RCA nel 1980.

## Descrizione
Album contenente 4 canzoni pubblicato in Qdisc, nuovo formato proposto dalla RCA. I testi delle canzoni sono sul retro della copertina. 
Riproposto nel 2004 su miniCD.

## Tracce
Qdisc (RCA, PG 33403)

### Lato A
1. Piccola luce – 4:35
2. Con un fiore tra i capelli – 2:38

Durata totale: 7:13

### Lato B
1. Il treno della notte – 3:43
2. Un altro giorno – 3:05

Durata totale: 6:48

## Formazione
- Mimmo Locasciulli - voce, organo, piano
- Douglas Meakin - chitarra
- Sergio Foresio - organo
- Mario Scotti - basso
- Massimo Buzzi - batteria